# Jean-Auguste Senèze
Pour les articles homonymes, voir Senèze.
Jean-Auguste Senèze, né le 23 novembre 1885 à La Chapelle-sur-Usson (Puy-de-Dôme) et mort le 14 septembre 1967 à Saint-Julien-en-Genevois (Haute-Savoie), est un syndicaliste enseignant, militant associatif et résistant  français,.
Il a été instituteur dans le Puy-de-Dôme, militant syndicaliste du Syndicat national des instituteurs, secrétaire général, militant laïque et responsable national de mouvements laïques et d’éducation populaire.

## Biographie
Fils de cultivateurs, il est instituteur dans le Puy-de-Dôme quand il est mobilisé, en 1914, et participe aux combats de la Première Guerre mondiale. Plusieurs fois blessé, il est rendu à la vie civile avec le grade de capitaine, et reprend sa carrière d'enseignant. En 1929, il est nommé directeur d'école à Clermont-Ferrand.
Militant de l'amicale des instituteurs de son département, qui se transforme en sections départementale du Syndicat national des instituteurs, il en devient le secrétaire au moment du Front populaire, aux côtés duquel, à la fois comme syndicaliste et membre du parti socialiste SFIO, il est très engagé.
Il est aussi, dès les années 1920, un militant associatif dans les œuvres scolaires et la Ligue de l'enseignement. Franc-maçon, il anime par ailleurs l'activité locale de la Ligue des droits de l'homme.
Impliqué dans la reconstitution clandestine du SNI, interdit par le régime de Vichy, il en devient, à l'automne 1943 le secrétaire général, à titre provisoire, fonction qu'il conserve lorsque le syndicat se reconstitue au grand jour, à la Libération.
Il abandonne cependant cette fonction dès la première réunion du bureau national officiel, estimant que sa mission de reconstitution du syndicat est terminée. Il conserve cependant un mandat au BN, et est chargé de l'animation de la commission de défense laïque et la coordination de l'action pédagogique. C'est ce dernier aspect à quoi il consacre particulièrement son temps. Il fut notamment auteur de plusieurs manuels de géographie à destination des classes primaires, dont le premier paru en 1936, et le dernier en 1951.
Il prend cependant sa retraite en 1947 et abandonne ses responsabilités syndicales. Délégué général des Francs et Franches Camarades, il s'investit dans la Ligue de l'enseignement, dont il est secrétaire général de 1951 à 1959.

## Publications
- Union sportive de l’enseignement du second degré.
- Commission scolaire de l’UFOLEP.
- Section sportive de la Ligue française de l’Enseignement.
- Aux institutrices et instituteurs (1950)

## Distinctions
- Légion d’honneur
- Croix de guerre 1914-1918 (France)
- Médaille interalliée
- Médaille de Serbie